# Hallelujah I'm a Bum
Hallelujah, I'm a Bum è un film statunitense del 1933, diretto da Lewis Milestone. 

## Trama
John Hastings, sindaco di New York, intrattiene rapporti di amicizia con Bumper, “sindaco di Central Park”, un senzatetto cui usa elargire generose elemosine quando i due si incontrano all’entrata di un ristorante à la mode dove John usa pranzare.
Bumper, il suo compagno Acorn, ed i loro compari clochard teorizzano la superiorità della loro condizione di nullatenenti rispetto alla rispettabilità borghese del lavoratore stipendiato, contrariamente a Egghead, un sottoproletario con tendenze socialisticizzanti, che ciononostante, in virtù anche della poca differenza di fatto che risulta essere fra le loro classi sociali, è loro buon amico.
John ha un rapporto amoroso con June Marcher, ma, in seguito ad alcuni malintesi, i due si lasciano, e June sta per commettere suicidio gettandosi da un ponte nel fiume. Viene salvata da Bumper. June è in preda ad un’amnesia, e si innamora, ricambiata, del suo salvatore, che decide per lei di abbandonare la vita da vagabondo e si trova un lavoro, fra la costernazione dei suoi amici.
Quando June riacquista la memoria e incontra di nuovo John, Bumper non fa niente per frapporsi al rapporto che si va ricostituendo fra i due componenti della precedente coppia, e torna alla vita di Central Park.